# Marshall Goodman
Marshall Goodman (Chicago, 31 de janeiro de 1971), mais conhecido como Ras MG, é um baterista, compositor e produtor musical norte-americano.